# Nipponochalcidia kajimurai
Nipponochalcidia kajimurai is een vliesvleugelig insect uit de familie bronswespen (Chalcididae). De wetenschappelijke naam is voor het eerst geldig gepubliceerd in 1960 door Akinobu Habu.